# En lo claro
En lo claro es el tercer y último álbum de Julio Voltio, fue publicado el 20 de noviembre de 2007 a través de Norte y distribuido por Sony BMG. Se destacan las colaboraciones con Arcángel y el dúo Jowell & Randy, mientras los sencillos promocionales fueron «El Mellao» y «Pónmela».
Además del CD estándar, fue incluido un DVD con un concierto realizado en el penitenciario Oso Blanco, siendo un adelanto para un proyecto documental con duración de dos horas, según sus palabras, retratando su historia pasada y actual.

## Lista de canciones
| N.º   | Título                           | Productor(es)                               | Duración |  |
| 1.    | «Perco C»                        | DJ Giann, Dexter & Mr. Greenz               | 2:31     |  |
| 2.    | «El Mellao»                      | Luis Almonte                                | 3:42     |  |
| 3.    | «Yo sé que tiemblas»             | Stixx, AX                                   | 3:16     |  |
| 4.    | «Me pones mal»                   | Nely                                        | 3:17     |  |
| 5.    | «Pónmela» (con Jowell & Randy)   | DJ Giann, Dexter & Mr. Greenz               | 4:00     |  |
| 6.    | «Feka» (con Vivanativa)          | Juan Covarrubias, Omar Vivoni               | 3:34     |  |
| 7.    | «Baile y seducción»              | Gabriel Lugo, Omar Vivoni                   | 4:05     |  |
| 8.    | «Un amor como tú» (con Arcángel) | Juan Covarrubias, Omar Vivoni               | 3:53     |  |
| 9.    | «Tú te crees» (con Pirulo)       | Pirulo                                      | 3:27     |  |
| 10.   | «Pelea»                          | Pirulo                                      | 3:57     |  |
| 11.   | «Lo meto, lo saco»               | DJ Blass                                    | 4:08     |  |
| 12.   | «Tamo' a lo loco»                | DJ Nelson                                   | 3:56     |  |
| 13.   | «Perdóname»                      | Nely                                        | 3:35     |  |
| 14.   | «Cristina» (con Cucu Diamantes)  | Andrés Levin, Cucu Diamantes, Yotuel Romero | 4:25     |  |
| 15.   | «En lo claro»                    | Stixx, AX                                   | 4:54     |  |
| 56:30 |                                  |                                             |          |  |

Notas
- «Yo sé que tiemblas» tiene un sample de «Tiemblas», compuesto por Tite Curet Alonso e interpretado por Tito Rodríguez.

## Créditos y personal
Adaptados desde AllMusic.
- Elías de León – A&R, producción ejecutiva.
- Christian Castagno – Mezcla.
- Andrés Levin – Composición, instrumentos, mezcla, producción.
- Julio Voltio – Composición, intérprete principal.
- Vivanativa – Composición, intérprete.
- Luis Almonte – Composición.
- Tite Curet Alonso – Composición.
- Gregory Fowler – Composición.
- Joel Muñoz, Randy Ortiz – Composición, intérprete.
- Omar Vivoni – Composición.
- Mariella Sosa – Fotografía
- Cucu Diamantes – Composición, intérprete, producción.
- Arcángel – Composición, intérprete.
- Pirulo – Composición, intérprete, producción.

## Posicionamiento en listas
| Listas (2007)                        | Mejor posición |
| ------------------------------------ | -------------- |
| Estados Unidos (Heatseekers Albums)  | 24             |
| Estados Unidos (Latin Rhythm Albums) | 5              |
| Estados Unidos (Top Latin Albums)    | 41             |